# Mike Inez
Mike Inez (* 14. května 1966, San Francisco, Kalifornie) je americký kytarista, baskytarista a saxofonista.

## Kariéra
Působil ve skupině Alice in Chains jako baskytarista (nahradil Mika Starra). Dále ve skupinách Slash's Snakepit, Black Label Society a Spys4Darwin. V letech 2002–2006 byl členem skupiny Heart.